# بنتاریکه
بنتاریکه (به اسپانیایی: Bentarique) دهستانی در استان آلمریای اسپانیا است.
در این دهستان ۲۷۵ نفر زندگی می‌کنند. مساحت این دهستان ۱۱٫۲۰ کیلومتر مربع است.